# چروریش
چروریش، روستایی از توابع بخش فیروزآباد شهرستان کرمانشاه در استان کرمانشاه ایران اهالی این روستا از ایل زنگنه هستند و در زمان صدارت شیخعلی خان زنگنه که وزیر شاه سلیمان صفوی یا همان شاه عباس دوم که در فاصله سال‌های ۱۰۴۸ هجری شمسی تا ۱۰۶۸ شمسی عهده‌دار وزارت این شاه صفوی بوده است که به همین  واسطه و رابطه خویشاوندی با این وزیر صفوی ملک و زمین‌های روستا به صورت ملکیتی در اختیار خانوارهای این روستا که همگی و بلا استثنا فامیل هستند قرار می‌گیرد. بر خلاف سایر روستاهای این منطقه که زمین‌ها متعلق به خوانین بوده و کشاورزان رعیت خان بوده‌اند. تنها روستایی که از آن زمان  به صورت امروزی اداره می‌شد و هر خانواده مالک زمین خودش بوده‌، همین روستا (چروریش) بوده است. اهالی این روستا همگی فامیل و دارای رابطه خویشاوندی هستند و در حال حاضر بیشتر در شهر کرمانشاه ساکن و فقط در تابستان و فصل کشت و کار به روستا مراجعت دارند.

## جمعیت
این روستا در دهستان سرفیروزآباد قرار دارد و بر پایه سرشماری مرکز آمار ایران در سال ۱۳۸۵، جمعیت آن ۲۱ نفر (۶خانوار) بوده‌است.